# Saint-Martin-Boulogne
Saint-Martin-Boulogne és un municipi francès situat al departament del Pas de Calais i a la regió dels Alts de França. L'any 2007 tenia 11.383 habitants.

## Demografia

### Població
El 2007 la població de fet de Saint-Martin-Boulogne era d'11.383 persones. Hi havia 4.439 famílies de les quals 1.234 eren unipersonals (363 homes vivint sols i 871 dones vivint soles), 1.176 parelles sense fills, 1.558 parelles amb fills i 471 famílies monoparentals amb fills.
La població ha evolucionat segons el següent gràfic:
Habitants censats

### Habitatges
El 2007 hi havia 4.702 habitatges, 4.548 eren l'habitatge principal de la família, 14 eren segones residències i 140 estaven desocupats. 3.409 eren cases i 1.282 eren apartaments. Dels 4.548 habitatges principals, 2.810 estaven ocupats pels seus propietaris, 1.668 estaven llogats i ocupats pels llogaters i 70 estaven cedits a títol gratuït; 23 tenien una cambra, 264 en tenien dues, 464 en tenien tres, 1.349 en tenien quatre i 2.449 en tenien cinc o més. 2.680 habitatges disposaven pel capbaix d'una plaça de pàrquing. A 2.290 habitatges hi havia un automòbil i a 1.391 n'hi havia dos o més.

### Piràmide de població
La piràmide de població per edats i sexe el 2009 era:
| Homes | Edats   | Dones |
| ----- | ------- | ----- |
| 4     | 95 o +  | 16    |
| 16    | 90 a 94 | 68    |
| 24    | 85 a 89 | 124   |
| 44    | 80 a 84 | 124   |
| 172   | 75 a 79 | 244   |
| 168   | 70 a 74 | 264   |
| 268   | 65 a 69 | 320   |
| 224   | 60 a 64 | 316   |
| 200   | 55 a 59 | 248   |
| 400   | 50 a 54 | 440   |
| 412   | 45 a 49 | 420   |
| 400   | 40 a 44 | 420   |
| 392   | 35 a 39 | 416   |
| 336   | 30 a 34 | 372   |
| 381   | 25 a 29 | 344   |
| 337   | 20 a 24 | 308   |
| 500   | 15 a 19 | 460   |
| 460   | 10 a 14 | 456   |
| 376   | 5 a 9   | 424   |
| 360   | 0 a 4   | 216   |

## Economia
El 2007 la població en edat de treballar era de 7.356 persones, 4.888 eren actives i 2.468 eren inactives. De les 4.888 persones actives 4.166 estaven ocupades (2.233 homes i 1.933 dones) i 722 estaven aturades (363 homes i 359 dones). De les 2.468 persones inactives 699 estaven jubilades, 911 estaven estudiant i 858 estaven classificades com a «altres inactius».

### Ingressos
El 2009 a Saint-Martin-Boulogne hi havia 4.565 unitats fiscals que integraven 11.317 persones, la mediana anual d'ingressos fiscals per persona era de 16.452 €.

### Activitats econòmiques
Dels 604 establiments que hi havia el 2007, 18 eren d'empreses extractives, 5 d'empreses alimentàries, 3 d'empreses de fabricació de material elèctric, 15 d'empreses de fabricació d'altres productes industrials, 41 d'empreses de construcció, 184 d'empreses de comerç i reparació d'automòbils, 15 d'empreses de transport, 37 d'empreses d'hostatgeria i restauració, 5 d'empreses d'informació i comunicació, 22 d'empreses financeres, 25 d'empreses immobiliàries, 86 d'empreses de serveis, 126 d'entitats de l'administració pública i 22 d'empreses classificades com a «altres activitats de serveis».
Dels 93 establiments de servei als particulars que hi havia el 2009, 1 era una comissaria de policia, 1 oficina del servei públic d'ocupació, 1 oficina de correu, 1 una oficina bancària, 1 funerària, 17 tallers de reparació d'automòbils i de material agrícola, 2 tallers d'inspecció tècnica de vehicles, 1 autoescola, 5 paletes, 6 guixaires pintors, 3 fusteries, 8 lampisteries, 5 electricistes, 5 empreses de construcció, 8 perruqueries, 4 veterinaris, 19 restaurants, 3 agències immobiliàries, 1 tintoreria i 1 saló de bellesa.
Dels 71 establiments comercials que hi havia el 2009, 1 era, 4 supermercats, 4 grans superfícies de material de bricolatge, 1 una gran superfície de material de bricolatge, 4 botiges de menys de 120 m², 5 fleques, 3 carnisseries, 4 botigues de congelats, 4 peixateries, 3 llibreries, 13 botigues de roba, 2 botigues d'equipament de la llar, 2 sabateries, 3 botigues d'electrodomèstics, 6 botigues de mobles, 3 botigues de material esportiu, 2 botigues de material de revestiment de parets i terra, 2 perfumeries, 3 joieries i 2 floristeries.
L'any 2000 a Saint-Martin-Boulogne hi havia 24 explotacions agrícoles que ocupaven un total de 689 hectàrees.

## Equipaments sanitaris i escolars
El 2009 hi havia 1 hospital de tractaments de curta durada, 1 hospital de tractaments de mitja durada (seguiment i rehabilitació), 1 psiquiàtric, 1 centre d'urgències, 1 maternitat, 5 farmàcies i 1 ambulància.
El 2009 hi havia 3 escoles maternals i 4 escoles elementals. A Saint-Martin-Boulogne hi havia 2 col·legis d'educació secundària i 2 liceus d'ensenyament general. Als col·legis d'educació secundària hi havia 989 alumnes i als liceus d'ensenyament general 2.071.

## Poblacions més properes
El següent diagrama mostra les poblacions més properes.